# Bondsrepubliek Duitsland op de Olympische Zomerspelen 1976
De Bondsrepubliek Duitsland (informeel: West-Duitsland) nam deel aan de Olympische Zomerspelen 1976 in Montréal, Canada. Ten opzichte van de vorige deelname die in eigen land was, werd één medaille minder gewonnen. Het totale aantal goud was met drie afgenomen.

## Medailleoverzicht
| Sport        | Olympiër                                                                       | Discipline                    | Medaille |
| ------------ | ------------------------------------------------------------------------------ | ----------------------------- | -------- |
| Atletiek     | Annegret Richter                                                               | 100m (v)                      | Goud     |
| Paardensport | Harry Boldt Gabriela Grillo Reiner Klimke                                      | dressuur team                 | Goud     |
| Paardensport | Alwin Schockemöhle                                                             | springconcours individueel    | Goud     |
| Schermen     | Alexander Pusch                                                                | degen (m)                     | Goud     |
| Schermen     | Thomas Bach Matthias Behr Harald Hein Klaus Reichert Erik Sens-Gorius          | floret team (m)               | Goud     |
| Schietsport  | Karl-Heinz Smieszek                                                            | 50m geweer liggend            | Goud     |
| Wielersport  | Gregor Braun                                                                   | individuele achtervolging (m) | Goud     |
| Wielersport  | Gregor Braun Hans Lutz Günther Schumacher Peter Vonhof                         | ploegenachtervolging (m)      | Goud     |
| Zeilen       | Eckart Diesch Jörg Diesch                                                      | flying dutchman               | Goud     |
| Zeilen       | Harro Bode Frank Hübner                                                        | 470                           | Goud     |
| Atletiek     | Guido Kratschmer                                                               | tienkamp (m)                  | Zilver   |
| Atletiek     | Annegret Richter                                                               | 200m (v)                      | Zilver   |
| Atletiek     | Inge Helten Annegret Kroninger Elvira Poßekel Annegret Richter                 | 4x100m (v)                    | Zilver   |
| Atletiek     | Marion Becker                                                                  | speerwerpen (v)               | Zilver   |
| Judo         | Günter Neureuther                                                              | +93kg (m)                     | Zilver   |
| Paardensport | Harry Boldt                                                                    | dressuur individueel          | Zilver   |
| Paardensport | Otto Ammermann Herbert Blöcker Helmut Rethemeier Karl Schultz                  | eventing team                 | Zilver   |
| Paardensport | Alwin Schockemöhle Paul Schockemöhle Sönke Sönksen Hans Günter Winkler         | springconcours team           | Zilver   |
| Roeien       | Peter-Michael Kolbe                                                            | skiff (m)                     | Zilver   |
| Schermen     | Jürgen Hehn                                                                    | degen (m)                     | Zilver   |
| Schermen     | Reinhold Behr Volker Fischer Jürgen Hehn Hannes Jana Alexander Pusch           | degen team (m)                | Zilver   |
| Schietsport  | Ulrich Lind                                                                    | 50m geweer liggend            | Zilver   |
| Atletiek     | Paul-Heinz Wellmann                                                            | 1500m (m)                     | Brons    |
| Atletiek     | Klaus-Peter Hildenbrand                                                        | 5000m (m)                     | Brons    |
| Atletiek     | Bernd Herrmann Franz-Peter Hofmeister Lothar Krieg Harald Schmid               | 4x400m (m)                    | Brons    |
| Atletiek     | Inge Helten                                                                    | 100m (v)                      | Brons    |
| Boksen       | Reinhard Skricek                                                               | -67kg (m)                     | Brons    |
| Paardensport | Reiner Klimke                                                                  | dressuur individueel          | Brons    |
| Paardensport | Karl Schultz                                                                   | eventing individueel          | Brons    |
| Turnen       | Eberhard Gienger                                                               | rekstok (m)                   | Brons    |
| Roeien       | Thomas Strauß Peter van Roye                                                   | twee-zonder (m)               | Brons    |
| Roeien       | Hans-Johann Färber Siegfried Fricke Ralph Kubail Peter Niehusen Hartmut Wenzel | vier-met (m)                  | Brons    |
| Roeien       | Edith Eckbauer-Baumann Thea Einöder-Straube                                    | twee-zonder (v)               | Brons    |
| Schietsport  | Werner Seibold                                                                 | 50m geweer 3 posities         | Brons    |
| Worstelen    | Adolf Seger                                                                    | -82kg vrije stijl (m)         | Brons    |
| Worstelen    | Karl-Heinz Helbing                                                             | -82kg Grieks-Romeins (m)      | Brons    |
| Zeilen       | Jörg Schmall Jörg Spengler                                                     | tornado                       | Brons    |
| Zwemmen      | Peter Nocke                                                                    | 100m vrije slag (m)           | Brons    |
| Zwemmen      | Michael Kraus Walter Kusch Peter Nocke Klaus Steinbach                         | 4x100m wisseslag (m)          | Brons    |

## Deelnemers en resultaten per onderdeel

### Atletiek
| Olympiër                                                         | Discipline               | Resultaat | Prestatie                                                                                               |
| ---------------------------------------------------------------- | ------------------------ | --------- | --- |
| Werner Bastians                                                  | 100m (m)                 | 58e       | serie 2: 7de in 11,17                                                                                   |
| Klaus Bieler                                                     | 100m (m)                 | 28e       | serie 8: 2de in 10,58 kwartfinale 3: 7de in 10,80                                                       |
| Dieter Steinmann                                                 | 100m (m)                 | 27e       | serie 6: 3de in 10,68 kwartfinale 4: 7de in 10,67                                                       |
| Bernd Herrmann                                                   | 400m (m)                 | 10e       | serie 5: 2de in 46,99 kwartfinale 3: 4de in 46,07 halve finale 1: 5de in 45,94                          |
| Franz-Peter Hofmeister                                           | 400m (m)                 | 11e       | serie 4: 3de in 47,17 kwartfinale 4: 3de in 46,20 halve finale 2: 6de in 46,05                          |
| Karl Honz                                                        | 400m (m)                 | 15e       | serie 3: 4de in 47,47 kwartfinale 1: 3de in 46,94 halve finale 2: 8ste in 46,63                         |
| Paul-Heinz Wellmann                                              | 800m (m)                 | 22e       | serie 3: 3de in 1.48,47                                                                                 |
| Thomas Wessinghage                                               | 800m (m)                 | 14e       | serie 1: 5de in 1.46,56 halve finale 1: 7de in 1.48,18                                                  |
| Willi Wülbeck                                                    | 800m (m)                 | 4e        | serie 5: 1ste in 1.48,47 halve finale 2: 4de in 1.47,18 finale: 4de in 1.45,26                          |
| Karl Fleschen                                                    | 1500m (m)                | 22e       | serie 5: 4de in 3.42,09                                                                                 |
| Paul-Heinz Wellmann                                              | 1500m (m)                | Brons     | serie 4: 1ste in 3.39,86 halve finale 2: 5de in 3.38,99 finale 3de in 3.39,33                           |
| Thomas Wessinghage                                               | 1500m (m)                | 9e        | serie 2: 2de in 3.37,93 halve finale 1: 5de in 3.40,06                                                  |
| Klaus-Peter Hildenbrand                                          | 5000m (m)                | Brons     | serie 2: 3de in 13.45,85 finale: 3de in 13.25,38                                                        |
| Detlef Uhlemann                                                  | 5000m (m)                | 10e       | serie 3: 5de in 13.21,08 finale 10de in 13.31,07                                                        |
| Detlef Uhlemann                                                  | 10000m (m)               | 19e       | serie 3: 6de in 28.29,28                                                                                |
| Harald Schmid                                                    | 400m horden (m)          | DSQ       | serie 2: 2de in 50,57 halve finale 1: gediskwalificeerd                                                 |
| Gerd Frähmcke                                                    | 3000m steeplechase (m)   | DNF       | serie 1: niet gefinisht                                                                                 |
| Michael Karst                                                    | 3000m steeplechase (m)   | 5e        | serie 2: 4de in 8.25,02 finale 5de in 8.20,14                                                           |
| Willi Maier                                                      | 3000m steeplechase (m)   | 20e       | serie 1: 9de in 8.44,82                                                                                 |
| Klaus Ehl Klaus Bieler Dieter Steinmann Reinhard Borchert        | 4x100m (m)               | 9e        | serie 2: 2de in 39,63 halve finale 2: 5de in 39,58                                                      |
| Franz-Peter Hofmeister Lothar Krieg Harald Schmid Bernd Herrmann | 4x400m (m)               | Brons     | serie 1: 2de in 3.03,24 finale: 3de in 3.01,98                                                          |
| Günter Mielke                                                    | marathon (m)             | 54e       | 2:35.44                                                                                                 |
| Bernd Kannenberg                                                 | 20km snelwandelen (m)    | DNF       | niet gefinisht                                                                                          |
| Gerhard Weidner                                                  | 20km snelwandelen (m)    | 18e       | 1:32.56,8                                                                                               |
| Hans Baumgartner                                                 | verspringen (m)          | 8e        | kwalificatie groep A: 9de met 7,81m finale: 8ste met 7,84m                                              |
| Gerhard Weidner                                                  | verspringen (m)          | 14e       | kwalificatie groep A: 12de met 7,70m                                                                    |
| Wolfgang Kolmsee                                                 | hink-stap-springen (m)   | 6e        | kwalificatie groep B: 1ste met 16,68m finale: 6de met 16,68m                                            |
| Walter Boller                                                    | hoogspringen (m)         | 17e       | kwalificatie groep A: 13de met 2,13m                                                                    |
| Wolfgang Killing                                                 | hoogspringen (m)         | 12e       | kwalificatie groep A: 17de met 2,05m                                                                    |
| Günther Lohre                                                    | polsstokhoogspringen (m) | 9e        | kwalificatie groep A: 1ste met 5,10m finale: 9de met 5,35m                                              |
| Ralf Reichenbach                                                 | kogelstoten (m)          | 13e       | kwalificatie groep B: 7de met 19,31m                                                                    |
| Hein-Direck Neu                                                  | discuswerpen (m)         | 12e       | kwalificatie groep A: 6de met 61,88m finale: 12de met 60,46m                                            |
| Michael Wessing                                                  | speerwerpen (m)          | 9e        | kwalificatie groep A: 5de met 82,54m finale: 9de met 79,06m                                             |
| Edwin Klein                                                      | kogelslingeren (m)       | 8e        | kwalificatie groep A: 9de met 68,72m finale: 8ste met 71,34m                                            |
| Karl-Hans Riehm                                                  | kogelslingeren (m)       | 4e        | kwalificatie groep A: 1ste met 74,46m finale: 4de met 75,46m                                            |
| Walter Schmidt                                                   | kogelslingeren (m)       | 5e        | kwalificatie groep A: 5de met 70,76m finale: 5de met 74,72m                                             |
| Guido Kratschmer                                                 | tienkamp (m)             | Zilver    | 8411 punten                                                                                             |
| Claus Marek                                                      | tienkamp (m)             | 10e       | 7767 punten                                                                                             |
| Eberhard Stroot                                                  | tienkamp (m)             | 21e       | 7063 punten                                                                                             |
|                                                                  |                          |           | |
| Inge Helten                                                      | 100m (m)                 | Brons     | serie 1: 1ste in 11,26 kwartfinale 2: 1ste in 11,20 halve finale 2: 2de in 11,18 finale: 3de in 11,17   |
| Elvira Possekel                                                  | 100m (m)                 | 21e       | serie 4: 4de in 11,48 kwartfinale 3: 6de in 11,58                                                       |
| Annegret Richter                                                 | 100m (m)                 | Goud      | serie 6: 1ste in 11,19 kwartfinale 1: 1ste in 11,05 halve finale 1: 1ste in 11,01 finale: 1ste in 11,08 |
| Inge Helten                                                      | 200m (m)                 | 5e        | serie 4: 3de in 23,40 kwartfinale 2: 2de in 23,09 halve finale 1: 3de in 22,97 finale: 5de in 22,68     |
| Annegret Kroniger                                                | 200m (m)                 | 33e       | serie 1: 5de in 23,43                                                                                   |
| Annegret Richter                                                 | 200m (m)                 | Zilver    | serie 3: 3de in 23,47 kwartfinale 1: 3de in 23,35 halve finale 2: 2de in 22,90 finale: 2de in 22,39     |
| Dagmar Fuhrmann                                                  | 400m (m)                 | 17e       | serie 6: 3de in 52,58 kwartfinale 1: 5de in 52,02                                                       |
| Silvia Hollmann                                                  | 400m (m)                 | 27e       | serie 2: 5de in 53,73 halve finale 3: 5de in 53,77                                                      |
| Rita Wilden                                                      | 400m (m)                 | 13e       | serie 1: 3de in 53,80 kwartfinale 2: 4de in 52,41 halve finale 2: 7de in 51,82                          |
| Brigitte Kraus                                                   | 1500m (m)                | 11e       | serie 4: 1ste in 4.07,79 halve finale 1: 7de in 4.04,21                                                 |
| Ellen Wellmann                                                   | 1500m (m)                | 27e       | serie 2: 5de in 4.07,20 halve finale 2: 3de in 4.07,54 finale: 7de in 4.07,91                           |
| Elvira Possekel Inge Helten Annegret Richter Annegret Kroniger   | 4x100m (v)               | Zilver    | serie 1: 1ste in 42,61 finale: 2de in 42,59                                                             |
| Claudia Steger Dagmar Fuhrmann Elke Barth Rita Wilden            | 4x400m (v)               | 5e        | serie 2: 4de in 3.26,31 finale: 5de in 3.25,61                                                          |
| Christa Striezel                                                 | verspringen (v)          | 19e       | kwalificatie: 19de met 6,09m                                                                            |
| Brigitte Holzapfel                                               | hoogspringen (v)         | 17e       | kwalificatie groep A: 1ste met 1,80m finale: 11de met 1,87m                                             |
| Ulrike Meyfarth                                                  | hoogspringen (v)         | 22e       | kwalificatie groep A: 15de met 1,78m                                                                    |
| Eva Wilms                                                        | kogelstoten (v)          | 7e        | 19,29m                                                                                                  |
| Marion Becker                                                    | speerwerpen (v)          | Zilver    | kwalificatie: 1ste met 65,14m finale: 2de met 64,70m                                                    |
| Marion Becker                                                    | vijfkamp (v)             | 10e       | 4352 punten                                                                                             |

### Boksen
| Olympiër         | Discipline  | Resultaat | Prestatie |
| ---------------- | ----------- | --------- | --- |
| Joachim Schür    | -51kg (m)   | 17e       | 1ste ronde: vrij 2de ronde: V van PRK Jong: scheidsrechterlijke beslissing |
| René Weller      | -57kg (m)   | 9e        | 1ste ronde: vrij 2de ronde: W van FRA Thomas: 3-2 3de ronde: V van ROU Ciochină: 1-4 |
| Ernst Müller     | -63,5kg (m) | 9e        | 1ste ronde: vrij 2de ronde: W van NIG Ibrahim: walk-over 3de ronde: V van BUL Kolev: 0-5 |
| Reinhard Skricek | -67kg (m)   | Brons     | 1ste ronde: vrij 2de ronde: W van DOM Vallejo: 5-0 3de ronde: W van ITA Minchillo: 5-0 kwartfinale: W van JAM McCallum: 3-2 halve finale: V van VEN Gamarro: scheidsrechterlijke beslissing |
| Wolfgang Gruber  | -81kg (m)   | 5e        | 1ste ronde: vrij 2de ronde: W van KEN Sabat: walk-over kwartfinale: V van CUB Soria: knock-out                                                                                              |
| Peter Hussing    | +81kg (m)   | 5e        | 1ste ronde: vrij 2de ronde: W van HUN Pakózdi: 5-0 kwartfinale: V van USA Tate: 2-3 |

### Boogschieten
| Olympiër      | Discipline      | Resultaat | Prestatie                                                                              |
| ------------- | --------------- | --------- | -------------------------------------------------------------------------------------- |
| Willi Gabriel | individueel (m) | 6e        | 1ste ronde: 8ste met 1203 punten 2de ronde: 8ste met 1232 punten totaal: 2435 punten   |
| Willi Gabriel | individueel (m) | 27e       | 1ste ronde: 24ste met 1141 punten 2de ronde: 23ste met 1185 punten totaal: 2326 punten |
|               |                 |           |                                                                                        |
| Maria Urban   | individueel (v) | <center8e | 1ste ronde: 2de met 1216 punten 2de ronde: 15de met 1160 punten totaal: 2376 punten    |

### Gewichtheffen
| Olympiër           | Discipline  | Resultaat | Prestatie      |
| ------------------ | ----------- | --------- | -------------- |
| Bernhard Bachfisch | -56kg (m)   | 6e        | 242,5kg        |
| Werner Schraut     | -67,5kg (m) | 7e        | 290kg          |
| Norbert Bergmann   | -75kg (m)   | 9e        | 310kg          |
| Klaus Groh         | -75kg (m)   | 10e       | 307,5kg        |
| Gerd Kennel        | -82,5kg (m) | 8e        | 312,5kg        |
| Rolf Milser        | -82,5kg (m) | DNF       | niet gefinisht |

### Handbal
| Olympiër | Discipline | Resultaat | Prestatie |
| --- | ---------- | --------- | --- |
| Gerd Becker Günter Böttcher Heiner Brand Bernhard Busch Joachim Deckarm Arno Ehret Jürgen Hahn Manfred Hofmann Peter Jaschke Peter Kleibrink Kurt Klühspies Rudolf Rauer Horst Spengler Walter von Oepen | mannen     | 4e        | groep A: 2de W van Denemarken: 18-14 W van Japan: 19-16 W van Canada: 26-11 V van Sovjet-Unie: 16-18 W van Joegoslavië: 18-17 bronzen finale: V van Polen: 18-21 |

| Groep A |                          |             |             |             |             |            |            |            |        |
| #       | Land                     | Wedstrijden | Wedstrijden | Wedstrijden | Wedstrijden | Doelpunten | Doelpunten | Doelpunten | Punten |
| #       | Land                     | G           | W           | G           | V           | V          | T          | Saldo      | Punten |
| 1       | Sovjet-Unie              | 5           | 4           | 0           | 1           | 111        | 77         | +34        | 8      |
| 2       | Bondsrepubliek Duitsland | 5           | 4           | 0           | 1           | 97         | 73         | +21        | 8      |
| 3       | Joegoslavië              | 5           | 4           | 0           | 1           | 110        | 93         | +17        | 8      |
| 4       | Denemarken               | 5           | 2           | 0           | 3           | 92         | 102        | -10        | 4      |
| 5       | Japan                    | 5           | 1           | 0           | 4           | 96         | 111        | -15        | 2      |
| 6       | Canada                   | 5           | 0           | 0           | 5           | 75         | 122        | -147       | 0      |

| Ronde          | Datum    | Plaats                   | Land  | Score       | Land |
| -------------- | -------- | ------------------------ | ----- | ----------- | ---- |
| Groepsfase     |          |                          |       |             |      |
| 18 juli        | Montréal | Bondsrepubliek Duitsland | 18-14 | Denemarken  |      |
| 20 juli        | Montréal | Bondsrepubliek Duitsland | 19-16 | Japan       |      |
| 22 juli        | Montréal | Bondsrepubliek Duitsland | 26-11 | Canada      |      |
| 24 juli        | Montréal | Bondsrepubliek Duitsland | 16-18 | Sovjet-Unie |      |
| 26 juli        | Montréal | Bondsrepubliek Duitsland | 18-17 | Joegoslavië |      |
| Bronzen finale |          |                          |       |             |      |
| 30 juli        | Montreal | Bondsrepubliek Duitsland | 18-21 | Polen       |      |

### Hockey
| Olympiër | Discipline | Resultaat | Prestatie |
| --- | ---------- | --------- | --- |
| Wolfgang Rott Klaus Ludwiczak Michael Peter Dieter Freise Fritz Schmidt Michael Krause Horst Dröse Werner Kaessmann Uli Vos Peter Caninenberg Peter Trump Hans Montag Wolfgang Strödter Heiner Dopp Rainer Seifert Ralf Lauruschkat | mannen     | 5e        | groep A: 4de G van Nieuw-Zeeland: 1-1 V van Pakistan: 2-4 V van Spanje: 1-4 W van België: 6-1 5-8ste plek: W van India: 3-2 5-6de plek: W van Spanje: 9-1 |

| Groep A |                          |             |             |             |             |            |            |            |        |
| #       | Land                     | Wedstrijden | Wedstrijden | Wedstrijden | Wedstrijden | Doelpunten | Doelpunten | Doelpunten | Punten |
| #       | Land                     | G           | W           | G           | V           | V          | T          | Saldo      | Punten |
| 1       | Pakistan                 | 4           | 3           | 1           | 0           | 16         | 6          | +10        | 7      |
| 2       | Nieuw-Zeeland            | 4           | 1           | 2           | 1           | 6          | 8          | -2         | 4      |
| 3       | Spanje                   | 4           | 1           | 2           | 1           | 9          | 7          | +2         | 4      |
| 4       | Bondsrepubliek Duitsland | 4           | 1           | 1           | 2           | 10         | 10         | 0          | 3      |
| 5       | België                   | 4           | 1           | 0           | 3           | 5          | 15         | -10        | 2      |

| Datum       | Ronde    | Plaats                   | Land | Score                    | Land |
| ----------- | -------- | ------------------------ | ---- | ------------------------ | ---- |
| Groepsfase  |          |                          |      |                          |      |
| 18 juli     | Montréal | Bondsrepubliek Duitsland | 1-1  | Nieuw-Zeeland            |      |
| 21 juli     | Montréal | Pakistan                 | 4-2  | Bondsrepubliek Duitsland |      |
| 22 juli     | Montréal | Bondsrepubliek Duitsland | 1-4  | Spanje                   |      |
| 24 juli     | Montréal | Bondsrepubliek Duitsland | 6-1  | België                   |      |
| 5-8ste plek |          |                          |      |                          |      |
| 29 juli     | Montréal | India                    | 2-3  | Bondsrepubliek Duitsland |      |
| 5-6de plek  |          |                          |      |                          |      |
| 31 juli     | Montréal | Bondsrepubliek Duitsland | 9-1  | Spanje                   |      |

### Judo
| Olympiër           | Discipline      | Resultaat | Prestatie                     |
| ------------------ | --------------- | --------- | ----------------------------- |
| Alexander Leibkind | -63kg (m)       | 19e       | 1ste ronde: V van MGL Buyadaa |
| Fred Marhenke      | -80kg (m)       | 5e        |                               |
| Arthur Schnabel    | -93kg (m)       | 12e       |                               |
| Günther Neureuther | +93kg (m)       | Zilver    |                               |
| Günther Neureuther | open klasse (m) | 7e        |                               |

### Kanovaren
| Olympiër                                              | Discipline    | Resultaat | Prestatie |
| ----------------------------------------------------- | ------------- | --------- | --- |
| Ulli Eicke                                            | C-1 500m (m)  | 8e        | serie 1: 2de in 2.11,79 halve finale 3: 3de in 2.11,05 finale: 8ste in 2.02,30                               |
| Ulli Eicke                                            | C-1 1000m (m) | 8e        | serie 1: 5de in 4.28,66 herkansingen: 1ste in 4.12,00 halve finale 1: 3de in 4.16,69 finale: 8ste in 4.22,77 |
| Hermann Glaser Heinz Lucke                            | C-2 500m (m)  | 8e        | serie 2: 5de in 2.07,63 herkansingen: 1ste in 1.53,76 halve finale 3: 3de in 1.51,89 finale: 9de in 1.51,26  |
| Hermann Glaser Heinz Lucke                            | C-2 1000m (m) | 8e        | serie 1: 5de in 3.57,41 herkansingen: 1ste in 3.50,68 halve finale 1: 3de in 4.00,49 finale: 8ste in 4.03,86 |
| Hans Eich                                             | K-1 500m (m)  | 15e       | serie 2: 5de in 2.11,37 herkansingen: 2de in 1.54,23 halve finale 3: 5de in 2.04,63                          |
| Hans Eich                                             | K-1 1000m (m) | 18e       | serie 1: 6de in 4.22,99 herkansingen: 3de in 3.58,49 halve finale 3: 6de in 4.16,77                          |
| Rudolf Blaß Erich Pasch                               | K-2 500m (m)  | 13e       | serie 1: 7de in 1.48,89 herkansingen: 3de in 1.46,12 halve finale 2: 5de in 1.42,64                          |
| Rudolf Blaß Erich Pasch                               | K-2 1000m (m) | 14e       | serie 1: 4de in 3.41,53 herkansingen: 3de in 3.33,40 halve finale 2: 6de in 3.30,03                          |
| Jürgen Bohr Edgar Hartung Helmar Mang Chris van Eeden | K-4 1000m (m) | 9e        | serie 2: 3de in 3.09,17 halve finale 3: 3de in 3.16,14 finale: 9de in 3.24,19                                |
|                                                       |               |           | |
| Irene Pepinghege                                      | K-1 500m (v)  | 8e        | serie 2: 3de in 2.13,90 halve finale 1: 3de in 2.11,45 finale: 8ste in 2.07,80                               |
| Barbara Lewe Heiderose Wallbaum                       | K-2 500m (v)  | 8e        | serie 2: 3de in 1.55,59 halve finale 1: 2de in 1.55,31 finale: 5de in 1.53,86                                |

### Moderne vijfkamp
| Olympiër                                    | Discipline  | Resultaat | Prestatie    |
| ------------------------------------------- | ----------- | --------- | ------------ |
| Walter Esser                                | individueel | 14e       | 5094 punten  |
| Wolfgang Köpcke                             | individueel | 41e       | 4551 punten  |
| Gerhard Werner                              | individueel | 30e       | 4857 punten  |
| Walter Esser Wolfgang Köpcke Gerhard Werner | team        | 11e       | 14429 punten |

### Paardensport
| Olympiër                                                        | Discipline  | Resultaat | Prestatie                                                                |
| Dressuur                                                        | Dressuur    | Dressuur  | Dressuur                                                                 |
| --------------------------------------------------------------- | ----------- | --------- | ------------------------------------------------------------------------ |
| Harry Boldt                                                     | individueel | Zilver    | Grand Prix: 2de met 1863 punten Grand Prix Special: 2de met 1435 punten  |
| Gabriela Grillo                                                 | individueel | 4e        | Grand Prix: 10de met 1541 punten Grand Prix Special: 4de met 1257 punten |
| Reiner Klimke                                                   | individueel | Brons     | Grand Prix: 3de met 1751 punten Grand Prix Special: 3de met 1395 punten  |
| Harry Boldt Gabriela Grillo Reiner Klimke                       | team        | Goud      | 5155 punten                                                              |
| Eventing                                                        |             |           |                                                                          |
| Otto Ammermann                                                  | individueel | DNF       | niet gefinisht                                                           |
| Herbert Blacker                                                 | individueel | 13e       | 213,15 strafpunten                                                       |
| Helmut Rethemeier                                               | individueel | 19e       | 242 strafpunten                                                          |
| Karl Schultz                                                    | individueel | Brons     | 129,45 strafpunten                                                       |
| Otto Ammermann Herbert Blacker Helmut Rethemeier Karl Schultz   | team        | Zilver    | 584,60 strafpunten                                                       |
| Springconcours                                                  |             |           |                                                                          |
| Alwin Schockemöhle                                              | individueel | Goud      | 0 strafpunten                                                            |
| Paul Schockemöhle                                               | individueel | 36e       | 24 strafpunten                                                           |
| Hans Winkler                                                    | individueel | 10e       | 20 strafpunten                                                           |
| Sönke Sönksen Alwin Schockemöhle Paul Schockemöhle Hans Winkler | team        | Zilver    | 44 strafstrafpunten                                                      |

### Roeien
| Olympiër | Discipline      | Resultaat | Prestatie                                                                      |
| --- | --------------- | --------- | ------------------------------------------------------------------------------ |
| Peter-Michael Kolbe | skiff (m)       | Zilver    | serie 1: 1ste in 7.05,95 halve finale 1: 2de in 6.59,18 finale: 2de in 7.31,67 |
| Peter Becker Gerhard Kroschewski | dubbel-twee (m) | 5e        | serie 2: 2de in 6.41,16 halve finale 1: 3de in 6.21,64 finale: 5de in 7.22,15  |
| Peter van Roye Thomas Strauß | twee-zonder (m) | Brons     |                                                                                |
| Winfried Ringwald Klaus Jäger Holger Hocke Thomas Hitzbleck                                                                                    | twee-met (m)    | 8e        |                                                                                |
| Norbert Kothe Helmut Krause Michael Gentsch Helmut Wolber                                                                                      | dubbel-vier (m) | 4e        |                                                                                |
| Bernhard Fölkel Wolfgang Horak Gabriel Konertz Klaus Meyer                                                                                     | vier-zonder (m) | 6e        | serie 2: 1ste in 6.15,08 halve finale 1: 3de in 6.05,39 finale: 6de in 6.47,44 |
| Hans-Johann Färber Siegfried Fricke Ralph Kubail Peter Niehusen Hartmut Wenzel                                                                 | vier-met (m)    | Brons     | serie 3: 2de in 6.31,52 halve finale 1: 3de in 6.10,74 finale: 3de in 6.46,96  |
| Frithjof Henckel Otmar Kaufhold Reinhard Wendemuth Wolf-Dieter Oschlies Volker Sauer Frank Schütze Wolfram Thiem Bernd Truschinski Helmut Latz | acht (m)        | 4e        | serie 1: 5de in 5.48,30 herkansingen: 2de in 5.37,76 finale: 4de in 6.06,15    |
| |                 |           |                                                                                |
| Christel Agrikola | skiff (v)       | 8e        |                                                                                |
| Edith Eckbauer Thea Einöder | twee-met (v)    | Brons     |                                                                                |
| Waltraud Roick Erika Endriss Monika Zipplies Birgit Kiesow Hiltrud Gürtler Isolde Eisele Marianne Weber Eva Dick Ingrid Huhn-Wagner            | acht (v)        | 5e        |                                                                                |

### Schermen
| Olympiër                                                                               | Discipline      | Resultaat | Prestatie |
| -------------------------------------------------------------------------------------- | --------------- | --------- | --------- |
| Reinhold Behr                                                                          | degen (m)       | 11e       |           |
| Hans-Jürgen Hehn                                                                       | degen (m)       | Zilver    |           |
| Alexander Pusch                                                                        | degen (m)       | Goud      |           |
| Hans-Jürgen Hehn Volker Fischer Alexander Pusch Reinhold Behr Hanns Jana               | degen team (m)  | Zilver    |           |
| Matthias Behr                                                                          | floret (m)      | 13e       |           |
| Harald Hein                                                                            | floret (m)      | 11e       |           |
| Klaus Reichert                                                                         | floret (m)      | 15e       |           |
| Thomas Bach Harald Hein Klaus Reichert Matthias Behr Erk Sens-Gorius                   | floret team (m) | Goud      |           |
| Matthias Behr                                                                          | sabel (m)       | 20e       |           |
|                                                                                        |                 |           |           |
| Cornelia Hanisch                                                                       | floret (v)      | 5e        |           |
| Ute Kircheis-Wessel                                                                    | floret (v)      | 32e       |           |
| Brigitte Oertel                                                                        | floret (v)      | 18e       |           |
| Karin Rutz-Gießelmann Cornelia Hanisch Ute Kircheis-Wessel Brigitte Oertel Jutta Höhne | floret team (v) | 4e        |           |

### Schietsport
| Olympiër                  | Discipline             | Resultaat | Prestatie   |
| ------------------------- | ---------------------- | --------- | ----------- |
| Gottfried Kustermann      | 50m geweer 3 houdingen | 10e       | 1150 punten |
| Werner Seibold            | 50m geweer 3 houdingen | Brons     | 1160 punten |
| Ulrich Lind               | 50m geweer liggend     | Zilver    | 597 punten  |
| Karlheinz Smieszek        | 50m geweer liggend     | Goud      | 599 punten  |
| Gerhard Beyer             | 50m pistool            | 24e       | 547 punten  |
| Heinz Mertel              | 50m pistool            | 4e        | 560 punten  |
| Werner Beier              | 25m snelvuurpistool    | 9e        | 593 punten  |
| Erwin Glock               | 25m snelvuurpistool    | 6e        | 594 punten  |
| Ernst Drexler             | skeet                  | 50e       | 181 punten  |
| Claus Koch                | skeet                  | 9e        | 194 punten  |
| Wolfgang Hamberger        | 50m bewegend doel      | 5e        | 567 punten  |
| Christoph-Michael Zeisner | 50m bewegend doel      | 11e       | 561 punten  |

### Schoonspringen
| Olympiër           | Discipline    | Resultaat | Prestatie                         |
| ------------------ | ------------- | --------- | --------------------------------- |
| Dieter Dörr        | 3m plank (m)  | 15e       | voorronde: 15de met 491,40 punten |
| Norbert Huda       | 3m plank (m)  | 10e       | voorronde: 10de met 518,88 punten |
| Dieter Dörr        | 10m toren (m) | 18e       | voorronde: 18de met 438,96 punten |
| Norbert Huda       | 10m toren (m) | DNS       | niet gestart                      |
|                    |               |           |                                   |
| Renate Piotraschke | 3m plank (v)  | 19e       | voorronde: 19de met 377,49 punten |
| Ursula Sapp        | 3m plank (v)  | 10e       | voorronde: 10de met 417,63 punten |
| Renate Piotraschke | 10m toren (v) | 16e       | voorronde: 16de met 328,62 punten |
| Ursula Sapp        | 10m toren (v) | 17e       | voorronde: 17de met 327,24 punten |

### Turnen
| Olympiër                                                                                      | Discipline               | Resultaat | Prestatie                                                             |
| --------------------------------------------------------------------------------------------- | ------------------------ | --------- | --------------------------------------------------------------------- |
| Eberhard Gienger                                                                              | brug (m)                 | Brons     | kwalificatie: 5de met 19,35 punten finale: 3de met 19,475 punten      |
| Reinhard Dietze                                                                               | meerkamp individueel (m) | 53e       | kwalificatie: 53ste met 108,80 punten                                 |
| Eberhard Gienger                                                                              | meerkamp individueel (m) | 16e       | kwalificatie: 16de met 113,30 punten finale: 16de met 112,20 punten   |
| Edgar Jorek                                                                                   | meerkamp individueel (m) | 17e       | kwalificatie: 29ste met 111,25 punten finale: 17de met 111,775 punten |
| Reinhard Ritter                                                                               | meerkamp individueel (m) | 61e       | kwalificatie: 61ste met 107,75 punten                                 |
| Volker Rohrwick                                                                               | meerkamp individueel (m) | 19e       | kwalificatie: 22ste met 112,20 punten finale: 19de met 111,55 punten  |
| Werner Steinmetz                                                                              | meerkamp individueel (m) | 34e       | kwalificatie: 34ste met 110,30 punten                                 |
| Reinhard Dietze Eberhard Gienger Edgar Jorek Reinhard Ritter Volker Rohrwick Werner Steinmetz | meerkamp team (m)        | 5e        | 557,40 punten                                                         |
|                                                                                               |                          |           |                                                                       |
| Andrea Bieger                                                                                 | meerkamp individueel (v) | 12e       | kwalificatie: 20ste met 75,95 punten finale: 12de met 76,275 punten   |
| Petra Kurbjuweit                                                                              | meerkamp individueel (v) | 26e       | kwalificatie: 36ste met 74,60 punten finale: 24ste met 74,650 punten  |
| Jutta Oltersdorf                                                                              | meerkamp individueel (v) | 23e       | kwalificatie: 36ste met 74,60 punten finale: 23ste met 75,000 punten  |
| Beate Renschler                                                                               | meerkamp individueel (v) | 59e       | kwalificatie: 59ste met 73,25 punten                                  |
| Uta Schorn                                                                                    | meerkamp individueel (v) | 56e       | kwalificatie: 56ste met 73,55 punten                                  |
| Traudl Schubert                                                                               | meerkamp individueel (v) | 55e       | kwalificatie: 55ste met 73,60 punten                                  |
| Andrea Bieger Petra Kurbjuweit Jutta Oltersdorf Beate Renschler Uta Schorn Traudl Schubert    | meerkamp team (v)        | 7e        | 373,50 punten                                                         |

### Waterpolo
| Olympiër | Discipline | Resultaat | Prestatie |
| --- | ---------- | --------- | --- |
| Günter Kilian Günter Wolf Hans-Georg Simon Horst Kilian Jürgen Stiefel Ludger Weeke Martin Jellinghaus Peter Röhle Roland Freund Werner Obschernikat Wolfgang Mechler] | mannen     | 6e        | groep C: 2de W van Canada: 5-0 W van Australië: 4-3 V van Hongarije: 0-4 groep 1-6de plek: 6de V van Nederland: 2-3 V van Hongarije: 3-5 G van Joegoslavië: 4-4 V van Italië: 3-4 V van Roemenië: 3-5 |

| Groep C |                          |             |             |             |             |        |        |        |        |
| #       | Land                     | Wedstrijden | Wedstrijden | Wedstrijden | Wedstrijden | Punten | Punten | Punten | Punten |
| #       | Land                     | G           | W           | G           | V           | V      | T      | Saldo  | Punten |
| 1       | Hongarije                | 3           | 3           | 0           | 0           | 15     | 8      | +7     | 6      |
| 2       | Bondsrepubliek Duitsland | 3           | 2           | 0           | 1           | 9      | 7      | +2     | 4      |
| 3       | Canada                   | 3           | 1           | 0           | 2           | 8      | 14     | -6     | 2      |
| 4       | Australië                | 3           | 0           | 0           | 3           | 14     | 17     | -3     | 0      |

| Ronde      | Datum    | Plaats                   | Land | Score                    | Land |
| ---------- | -------- | ------------------------ | ---- | ------------------------ | ---- |
| Groepsfase |          |                          |      |                          |      |
| 18 juli    | Montréal | Canada                   | 0-5  | Bondsrepubliek Duitsland |      |
| 19 juli    | Montréal | Bondsrepubliek Duitsland | 4-3  | Australië                |      |
| 20 juli    | Montréal | Hongarije                | 4-0  | Bondsrepubliek Duitsland |      |

| Groep 1-6de plaats |                          |             |             |             |             |        |        |        |        |
| #                  | Land                     | Wedstrijden | Wedstrijden | Wedstrijden | Wedstrijden | Punten | Punten | Punten | Punten |
| #                  | Land                     | G           | W           | G           | V           | V      | T      | Saldo  | Punten |
| 1                  | Hongarije                | 5           | 4           | 1           | 0           | 30     | 24     | +6     | 9      |
| 2                  | Italië                   | 5           | 2           | 2           | 1           | 21     | 20     | +1     | 6      |
| 3                  | Nederland                | 5           | 2           | 2           | 1           | 18     | 17     | +1     | 6      |
| 4                  | Roemenië                 | 5           | 1           | 3           | 1           | 26     | 25     | +1     | 5      |
| 5                  | Joegoslavië              | 5           | 0           | 3           | 2           | 21     | 24     | -3     | 3      |
| 6                  | Bondsrepubliek Duitsland | 5           | 0           | 1           | 4           | 15     | 21     | -6     | 1      |

| Ronde      | Datum    | Plaats      | Land | Score                    | Land |
| ---------- | -------- | ----------- | ---- | ------------------------ | ---- |
| Groepsfase |          |             |      |                          |      |
| 22 juli    | Montréal | Nederland   | 3-2  | Bondsrepubliek Duitsland |      |
| 23 juli    | Montréal | Hongarije   | 5-3  | Bondsrepubliek Duitsland |      |
| 24 juli    | Montréal | Joegoslavië | 4-4  | Bondsrepubliek Duitsland |      |
| 26 juli    | Montréal | Italië      | 4-3  | Bondsrepubliek Duitsland |      |
| 27 juli    | Montréal | Roemenië    | 5-3  | Bondsrepubliek Duitsland |      |

### Wielersport
| Olympiër                                                            | Discipline                    | Resultaat | Prestatie |
| Baan                                                                | Baan                          | Baan      | Baan      |
| ------------------------------------------------------------------- | ----------------------------- | --------- | --------- |
| Dieter Berkmann                                                     | sprint (m)                    | 4e        |           |
| Hans Michalsky                                                      | tijdrit (m)                   | 6e        | 1.07,878  |
| Gregor Braun                                                        | individuele achtervolging (m) | Goud      |           |
| Gregor Braun Günther Schumacher Hans Lutz Peter Vonhof              | ploegenachtervolging (m)      | Goud      |           |
| Weg                                                                 |                               |           |           |
| Hans-Peter Jakst                                                    | wegwedstrijd (m)              | 37e       | 4:49.01   |
| Peter Thaler                                                        | wegwedstrijd (m)              | 9e        | 4:47.23   |
| Wilfried Trott                                                      | wegwedstrijd (m)              | 19e       | 4:49.01   |
| Peter Weibel                                                        | wegwedstrijd (m)              | 46e       | 4:54.49   |
| Hans-Peter Jakst Olaf Paltian Friedrich von Löffelholz Peter Weibel | ploegentijdrit (m)            | 4e        | 2:12.35   |

### Worstelen
| Olympiër             | Discipline  | Resultaat   | Prestatie |
| Vrije stijl          | Vrije stijl | Vrije stijl | Vrije stijl |
| -------------------- | ----------- | ----------- | --- |
| Willi Heckmann       | -48kg (m)   | 8e          | 1ste ronde: W van GDR Möbius 2de ronde: vrij 3de ronde: V van MGL Khishigbaatar 4de ronde: V van JPN Kudo                                                               |
| Fritz Niebler        | -52kg (m)   | 18e         | 1ste ronde: V van HUN Gal 2de ronde: V van PRK Li |
| Eduard Giray         | -62kg (m)   | 8e          | 1ste ronde: W van HUN Fodor 2de ronde: W van GBR Dawes 3de ronde: V van USA Davis 4de ronde: V van KOR Yang                                                             |
| Gerhard Weisenberger | -68kg (m)   | 12e         | 1ste ronde: V van IRI Navaei 2de ronde: W van FIN Övermark 3de ronde: W van GBR Gilligan 4de ronde: V van USA Keaser                                                    |
| Adolf Seger          | -82kg (m)   | Brons       | 1ste ronde: W van FRA Bouchoule 2de ronde: W van GBR Shacklady 3de ronde: V van USA Peterson 4de ronde: W van POL Mazur 5de ronde: vrij 6de ronde: V van URS Novozjilov |
| Peter Neumair        | -90kg (m)   | 12e         | 1ste ronde: V van GDR Stottmeister 2de ronde: W van ISV Thomas 3de ronde: V van SWE Andersson                                                                           |
| Hans-Peter Stratz    | -100kg (m)  | 7e          | 1ste ronde: vrij 2de ronde: V van IRI Soukhteh-Saraei 3de ronde: V van JPN Shimizu                                                                                      |
| Heinz Eichelbaum     | +100kg (m)  | 7e          | 1ste ronde: V van BUL Dinev 2de ronde: V van GDR Gehrke |
| Grieks-Romeins       |             |             | |
| Rolf Krauß           | -52kg (m)   | 4e          | 1ste ronde: W van USA Thompson 2de ronde: W van POR Duarte 3de ronde: V van ROU Gingă 4de ronde: W van IRI Shirani 5de ronde: V van URS Konstantinov                    |
| Hans-Jürgen Veil     | -57kg (m)   | 16e         | 1ste ronde: V van FIN Ukkola 2de ronde: V van SWE Lindholm |
| Manfred Schöndorfer  | -68kg (m)   | 6e          | 1ste ronde: V van GDR Wehling 2de ronde: W van TUR Mutlu 3de ronde: W van ITA Ranzi 4de ronde: W van FIN Yli-Isotalo 5de ronde: V van SWE Skiöld                        |
| Karl-Heinz Helbing   | -74kg (m)   | Brons       | 1ste ronde: V van URS Bykov 2de ronde: W van BUL Chopov 3de ronde: W van GRE Galaktopulos 4de ronde: vrij 5de ronde: W van FIN Huhtala                                  |
| Fred Theobald        | -90kg (m)   | 10e         | 1ste ronde: V van JPN Sato 2de ronde: W van FRA Grangier 3de ronde: V van HUN Séllyei                                                                                   |
| Heinz Schäfer        | -100kg (m)  | 6e          | 1ste ronde: V van BUL Goranov 2de ronde: vrij 3de ronde: W van ARG Verník 4de ronde: V van POL Skrzydlewski                                                             |
| Richard Wolff        | +100kg (m)  | 7e          | 1ste ronde: W van SWE Robertsson 2de ronde: V van HUN Rovnyai 3de ronde: V van ROU Codreanu                                                                             |

### Zeilen
| Olympiër                              | Discipline      | Resultaat | Prestatie                         |
| ------------------------------------- | --------------- | --------- | --------------------------------- |
| Werner Suelberg                       | finn            | 20e       | 133 punten: (21-17-27-7-17-22-13) |
| Frank Hübner Harro Bode               | 470             | Goud      | 42,4 punten: (1-6-13-6-1-YMP-1)   |
| Jörg Diesch Eckart Diesch             | flying dutchman | Goud      | 34,7 punten: (2-3-2-2-16-5-5)     |
| Jörg Spengler Jörg Schmall            | tornado         | Brons     | 37,7 punten: (2-2-11-7-5-3-2)     |
| Uwe Mares Wolf Stadler                | tempest         | 4e        | 37,7 punten: (5-3-6-2-DNF-1-6)    |
| Willy Kuhweide Karsten Meyer Axel May | soling          | 6e        | 60,7 punten: (11-7-4-4-11-2-6)    |

### Zwemmen
| Olympiër                                                             | Discipline            | Resultaat | Prestatie                                                                     |
| -------------------------------------------------------------------- | --------------------- | --------- | ----------------------------------------------------------------------------- |
| Dirk Braunleder                                                      | 100m vrije slag (m)   | 27e       | serie 1: 4de in 54,04                                                         |
| Peter Nocke                                                          | 100m vrije slag (m)   | Brons     | serie 5: 2de in 51,59 halve finale 2: 2de in 51,83 finale: 3de in 51,31       |
| Klaus Steinbach                                                      | 100m vrije slag (m)   | 4e        | serie 3: 1ste in 51,47 halve finale 1: 3de in 51,62 finale: 4de in 51,68      |
| Werner Lampe                                                         | 200m vrije slag (m)   | 26e       | serie 3: 4de in 1.56,01                                                       |
| Peter Nocke                                                          | 200m vrije slag (m)   | 6e        | serie 5: 1ste in 1.52,16 finale: 6de in 1.51,71                               |
| Klaus Steinbach                                                      | 200m vrije slag (m)   | 5e        | serie 3: 1ste in 1.51,41 finale: 5de in 1.51,09                               |
| Werner Lampe                                                         | 400m vrije slag (m)   | 20e       | serie 5: 4de in 4.03,04                                                       |
| Andreas Schmidt                                                      | 400m vrije slag (m)   | 39e       | serie 4: 6de in 4.14,36                                                       |
| Stefan Wenz                                                          | 400m vrije slag (m)   | 30e       | serie 1: 4de in 4.06,25                                                       |
| Stefan Wenz                                                          | 1500m vrije slag (m)  | 23e       | serie 2: 5de in 16.08,20                                                      |
| Reinhold Becker                                                      | 100m rugslag (m)      | 20e       | serie 5: 4de in 1.00,57                                                       |
| Reinhold Becker                                                      | 200m rugslag (m)      | 18e       | serie 2: 4de in 2.09,54                                                       |
| Walter Kusch                                                         | 100m schoolslag (m)   | 6e        | serie 2: 3de in 1.05,88 halve finale 2: 3de in 1.04,28 finale: 6de in 1.04,38 |
| Peter Lang                                                           | 100m schoolslag (m)   | 9e        | serie 2: 2de in 1.05,25 halve finale 2: 5de in 1.05,19                        |
| Walter Kusch                                                         | 200m schoolslag (m)   | 8e        | serie 3: 2de in 2.22,95 finale: 8ste in 2.22,36                               |
| Peter Lang                                                           | 200m schoolslag (m)   | 14e       | serie 1: 4de in 2.24,96                                                       |
| Peter Broscienski                                                    | 100m vlinderslag (m)  | 13e       | serie 4: 3de in 57,15 halve finale 2: 7de in 56,81                            |
| Michael Kraus                                                        | 100m vlinderslag (m)  | 17e       | serie 6: 3de in 57,22                                                         |
| Klaus Steinbach                                                      | 100m vlinderslag (m)  | 9e        | serie 3: 2de in 56,10 halve finale 2: 4de in 55,90                            |
| Peter Broscienski                                                    | 100m vlinderslag (m)  | 12e       | serie 6: 4de in 2.04,17                                                       |
| Michael Kraus                                                        | 100m vlinderslag (m)  | 5e        | serie 2: 1ste in 2.01,91 finale: 5de in 2.00,46                               |
| Hans-Joachim Geisler                                                 | 400m wisselslag (m)   | 12e       | serie 4: 2de in 4.31,37 finale: 8ste in 4.34,95                               |
| Klaus Steinbach Peter Nocke Werner Lampe Hans-Joachim Geisler        | 4x200m vrije slag (m) | 4e        |                                                                               |
| Klaus Steinbach Walter Kusch Michael Kraus Peter Nocke               | 4x100m wisselslag (m) | Brons     |                                                                               |
|                                                                      |                       |           |                                                                               |
| Beate Jasch                                                          | 100m vrije slag (v)   | 31e       | serie 6: 5de in 1.00,80                                                       |
| Regina Nissen                                                        | 100m vrije slag (v)   | 26e       | serie 2: 4de in 1.00,60                                                       |
| Jutta Weber                                                          | 100m vrije slag (v)   | 8e        | serie 2: 2de in 57,71 halve finale 2: 5de in 57,35 finale: 8ste in 57,26      |
| Regina Nissen                                                        | 200m vrije slag (v)   | 34e       | serie 3: 5de in 2.14,66                                                       |
| Marion Platten                                                       | 200m vrije slag (v)   | 18e       | serie 3: 4de in 2.06,70                                                       |
| Jutta Weber                                                          | 200m vrije slag (v)   | 21e       | serie 1: 3de in 2.08,02                                                       |
| Karin Bormann                                                        | 100m rugslag (v)      | 18e       | serie 3: 3de in 1.06,33                                                       |
| Angelika Grieser                                                     | 100m rugslag (v)      | 26e       | serie 2: 5de in 1.08,08                                                       |
| Heike John                                                           | 100m rugslag (v)      | 8e        | serie 5: 5de in 1.06,20 halve finale 2: 7de in 1.06,26                        |
| Karin Bormann                                                        | 200m rugslag (v)      | 25e       | serie 2: 7de in 2.26,72                                                       |
| Angelika Grieser                                                     | 200m rugslag (v)      | 21e       | serie 2: 6de in 2.25,38                                                       |
| Heike John                                                           | 200m rugslag (v)      | 22e       | serie 3: 5de in 2.55,55                                                       |
| Gabriele Askamp                                                      | 100m schoolslag (v)   | 5e        | serie 2: 2de in 1.14,31 halve finale 1: 5de in 1.14,50 finale: 5de in 1.14,15 |
| Dagmar Rehak                                                         | 100m schoolslag (v)   | 17e       | serie 1: 3de in 1.15,95                                                       |
| Gabriele Askamp                                                      | 200m schoolslag (v)   | 19e       | serie 2: 6de in 2.42,58                                                       |
| Dagmar Rehak                                                         | 200m schoolslag (v)   | 17e       | serie 4: 3de in 2.41,98                                                       |
| Gudrun Beckmann                                                      | 100m vlinderslag (v)  | 17e       | serie 6: 3de in 1.04,36                                                       |
| Beate Jasch                                                          | 100m vlinderslag (v)  | 22e       | serie 4: 4de in 1.04,82                                                       |
| Beate Jasch                                                          | 200m vlinderslag (v)  | 17e       | serie 2: 4de in 2.19,19                                                       |
| Jutta Weber Marion Platten Regina Nissen Beate Jasch Gudrun Beckmann | 4x100m vrije slag (v) | 8e        | serie 1: 5de in 3.58,09 finale: 8ste in 3.58,33                               |
| Angelika Grieser Dagmar Rehak Gudrun Beckmann Marion Platten         | 4x100m wisselslag (v) | 8e        | serie 1: gediskwalificeerd                                                    |

Amerikaanse Maagdeneilanden · Andorra · Antigua en Barbuda · Argentinië · Australië · Bahama's · Barbados · België · Belize · Bermuda · Bolivia · Bondsrepubliek Duitsland · Brazilië · Bulgarije · Canada · Chili · Colombia · Costa Rica · Cuba · Denemarken · Dominicaanse Republiek · Duitse Democratische Republiek · Ecuador · Egypte · Fiji · Filipijnen · Finland · Frankrijk · Griekenland · Groot-Brittannië · Guatemala · Haïti · Honduras · Hongarije · Hongkong · Ierland · IJsland · India · Indonesië · Iran · Israël · Italië · Ivoorkust · Jamaica · Japan · Joegoslavië · Kaaimaneilanden · Kameroen · Koeweit · Libanon · Liechtenstein · Luxemburg · Maleisië · Marokko · Mexico · Monaco · Mongolië · Nederland · Nederlandse Antillen · Nepal · Nicaragua · Nieuw-Zeeland · Noord-Korea · Noorwegen · Oostenrijk · Pakistan · Panama · Papoea-Nieuw-Guinea · Paraguay · Peru · Polen · Portugal · Puerto Rico · Roemenië · San Marino · Saoedi-Arabië · Senegal · Singapore · Sovjet-Unie · Spanje · Suriname · Thailand · Trinidad en Tobago · Tsjecho-Slowakije · Tunesië · Turkije · Uruguay · Venezuela · Verenigde Staten · Zuid-Korea · Zweden · Zwitserland